# South Quay (Docklands Light Railway)
South Quay è una stazione della Docklands Light Railway (DLR) di Millwall e Cubitt Town sull'Isle of Dogs, Londra. Si trova tra le stazioni di Crossharbour e Heron Quays nella Travelcard Zone 2. La stazione si trova a sud del South Dock dei West India Docks. Le attuali piattaforme della stazione si trovano a cavallo del canale che collega Millwall Dock ai West India Docks.

## Storia
La stazione fu aperta nel 1987 a Millwall secondo lo schema standard della prima fase dello sviluppo della DLR. Successivamente venne ampliata per consentire l'uso di treni a due carrozze. 
La stazione era limitata da curve a stretto raggio su entrambe le estremità e non poteva quindi essere ulteriormente estesa sul suo precedente sito. Quando la DLR iniziò ad utilizzare treni a tre carrozze su questa linea, fu previsto il trasferimento di questa stazione in un nuovo sito sul Millwall Dock, a una certa distanza ad est. Questo fece sì che la stazione trasferita si venisse a trovare in parte a Cubitt Town.
La Transport for London annunciò nell'ottobre 2004 il piano per lo spostamento nella nuova posizione, consentendo in tal modo di incrementare di trenta metri la lunghezza delle banchine.
La vecchia stazione chiuse il 23 ottobre 2009 e il 26 ottobre 2009 venne aperta la nuova stazione, situata 125 metri più ad est.

## Incidenti
Nel 1996 un attentato con una bomba nei pressi della stazione causò due morti e oltre trenta feriti. La responsabilità fu rivendicata dall'IRA. Nel dicembre 2009 sul sito è stata collocata una targa commemorativa delle vittime dell'attentato.